# Syrphophilus tricinctorius
Syrphophilus tricinctorius är en stekelart som först beskrevs av Carl Peter Thunberg 1822.  Syrphophilus tricinctorius ingår i släktet Syrphophilus och familjen brokparasitsteklar. Arten är reproducerande i Sverige. Inga underarter finns listade i Catalogue of Life.